# José Antonio Noriega
José Antonio Noriega Zavala (Ciudad de México, 29 de diciembre de 1969), conocido como El Tato Noriega, es un exfutbolista mexicano que jugó de mediocampista. Actualmente es el presidente Deportivo del Club de Fútbol Monterrey de la Liga MX. 

## Futbolista
Pumas UNAM
Se desarrolló en las fuerzas básicas de los Pumas de la UNAM, su debut profesional fue en 1988, logrando el título de liga en la Temporada 1990-91, jugó para los Pumas hasta 1992, donde a pesar de tener buenas cualidades, jamás logró hacerse de un puesto como titular del primer cuadro.
Monterrey
En 1992 fue traspasado al Monterrey, en la sultana del norte logró tener buenas temporadas, siendo titular indiscutible en la media cancha rayada. Defendió los colores regiomontanos hasta el Invierno 1996. 
Cruz Azul
Por sus buenas actuaciones, logró llamar la atención del Cruz Azul, siendo fichado por la máquina cementera a partir del Verano 1997. Su paso con los celestes fue sin pena ni gloria, por lo que solo permaneció un semestre en la institución cooperativista.
Santos Laguna
En el Invierno 1997 llega a Torreón, para jugar con Santos Laguna, el Tato logra encontrar la madurez deportiva en la comarca lagunera, reflejándolo en el terreno de juego. Jugó para los Guerreros durante dos años, en los cuales se ganó los reflectores de varios equipo con poder adquisitivo. 
Tigres UANL
En 1999 los Tigres de la UANL, adquirieron sus servicios, su paso por el volcán fue efímero, mismo que duró solo un año, su rendimiento no fue el mismo que mostró con su anterior equipo. 
Monarcas Morelia
A pesar de haberse estancado en su paso con los Tigres, Tato llamó la atención del club Monarcas Morelia, por lo que ahora Noriega jugaría en el sur del país, en la capital michoacana el rendimiento del jugador recuperó las mejores sensaciones, logrando el título de liga en el invierno 2000, dándole así su primer y único título en la historia, al equipo rojo y amarillo. Después de darle su mayor satisfacción a la afición moreliana,Tato jugó con los Monarcas dos años más.
A mediados del 2002, Tato recibió tal vez el mayor golpe en su carrera deportiva, al ser excluido por Javier Aguirre de la Selección de Fútbol de México que participaría en la Copa Mundial 2002 que se celebró en Japón y Corea del Sur, a pesar de ser considerado por todo el entorno futbolístico del país, el mejor contención del fútbol mexicano.

## Directivo
En octubre de 2022, los Rayados de Monterrey anunciaron la llegada del exjugador como nuevo Director Deportivo del equipo, dejando los micrófonos y los análisis deportivos para emprender así su nueva etapa como Director Deportivo del equipo regiomontano.

## Clubes

### Trayectoria
| Club          | País   | Año         |
| ------------- | ------ | ----------- |
| Pumas UNAM    | México | 1988 - 1992 |
| Monterrey     | México | 1992 - 1996 |
| Cruz Azul     | México | 1997        |
| Santos Laguna | México | 1997 - 1999 |
| Tigres UANL   | México | 1999 - 2000 |
| Morelia       | México | 2000 - 2002 |
| Santos Laguna | México | 2003 - 2004 |
| Morelia       | México | 2004        |

## Palmarés

### Clubes

#### Campeonatos nacionales
| Título           | Club       | País   | Edición       |
| ---------------- | ---------- | ------ | ------------- |
| Primera División | Pumas UNAM | México | 1990/91       |
| Primera División | Morelia    | México | Invierno 2000 |

#### Campeonatos internacionales
| Título                  | Club                 | País   | Edición |
| ----------------------- | -------------------- | ------ | ------- |
| Copa Campeones CONCACAF | Pumas UNAM           | México | 1989    |
| Recopa de la Concacaf   | Rayados de Monterrey | México | 1993    |

## Analista
Fue comentarista deportivo para el programa Fuera de Juego de ESPN y analista en las transmisiones de los juegos de Champions League transmitidas por la misma cadena. Terminó su contrato con dicha cadena a finales del año 2019.